# Északi-maluku-szigeteki törpejégmadár
Az északi-maluku-szigeteki törpejégmadár (Ceyx uropygialis) a madarak osztályának szalakótaalakúak (Coraciiformes) rendjébe és a jégmadárfélék (Alcedinidae) családjába tartozó faj.

## Rendszerezése
A fajt George Robert Gray angol zoológus írta le 1861-ben. Korábban ez a fajt a melanéz törpejégmadár (Ceyx lepidus) sorolták be Ceyx lepidus uropygiali néven 
Egy 2013-ban lezajlott molekuláris biológiai vizsgálatsorozat során kiderült, hogy a különböző szigeteken élő alfajok nagy mértékben különböznek egymástól genetikailag, így különálló fajokká minősítésük indokolt. Egyes szervezetek jelenleg is alfajként írják le, Ceyx lepidus uropygialis néven.

## Előfordulása
Indonéziához tartozó Maluku-szigetek északi és középső részén honos.

## Természetvédelmi helyzete
A Természetvédelmi Világszövetség Vörös listáján nem szerepel.